# لايبراري جينيسيس
مكتبة التكوين (بالإنجليزية: Library Genesis) وتُدعى اختصارًا LibGen هي محرك بحث للمقالات والكتب حول مواضيع مختلفة، يتيح الموقع الوصول المجاني إلى المحتوى الذي يكون مدفوعًا أو غير رقمي في مكان آخر. من بين أمور أخرى، تتضمن ملفات بي دي اف محتوى من بوابة إلزيفير المعروفة باسم سيانس دايركت
في عام 2015، تورط الموقع في قضية قانونية عندما اتهمه إلسيفير بتزويده بالقرصنة للوصول إلى المقالات والكتب.  ذكرت تقارير أن المكتبة مسجلة في كل من روسيا وأمستردام، مما يجعل من غير الواضح ما هو التشريع الذي ينطبق، وما إذا كان المتهمون سيظهرون في جلسة محاكم الولايات المتحدة. يتم حظرها من قبل عدد من مزودي خدمات الإنترنت في المملكة المتحدة،  ولكن يُقال إن هذه الكتل القائمة ك (دي ان اس) لا تفعل الكثير لردع الوصول لها. في أواخر أكتوبر 2015، أمرت محكمة المقاطعة للمنطقة الجنوبية من نيويورك لايبراري جينيسيس بإغلاق وتعليق استخدام اسم النطاق (libgen.org) ولكن الموقع يمكن الوصول إليه من خلال نطاقات بديلة.
في 5 يونيو 2018، تذكر مكتبة التكوين  أن قاعدة بياناتها تحتوي على أكثر من 2 و نص مليون كتاب و58 مليون ملف من مجلة العلوم.

## روابط خارجية
- الموقع الرسمي
- لايبراري جينيسيس  على فيسبوك.